# Federalismo

Países federales en color verde.

El federalismo es un modo de gobierno que combina un gobierno general (el gobierno central o «federal») con gobiernos regionales (provincial, estatal, cantonal, territorial, u otros gobiernos de subunidades) en un único sistema político, dividiendo los poderes entre ambos. Johannes Althusius es considerado el padre del federalismo moderno junto con Montesquieu. Expuso notablemente las bases de esta filosofía política en Politica Methodice Digesta, Atque Exemplis Sacris et Profanis Illustrata (1721). Montesquieu ve en El espíritu de las leyes, ejemplos de repúblicas federalistas en sociedades corporativas, la polis agrupando pueblos, y las propias ciudades formando confederaciones. El federalismo en la era moderna se adoptó por primera vez en las uniones de estados durante la Antigua Confederación Suiza.
El federalismo se diferencia del confederalismo, en que el nivel general de gobierno está subordinado al nivel regional, y de la desconcentración dentro de un estado unitario, en que el nivel regional de gobierno está subordinado al nivel general. Representa la forma central en la vía de la integración o separación regional, delimitada en el lado menos integrado por el confederalismo y en el lado más integrado por la desconcentración dentro de un Estado unitario.

## Descripción general

### Etimología
Los términos «federalismo» y «confederalismo» comparten una raíz en la palabra latina foedus, que significa «tratado, pacto o convenio». Su significado inicial común hasta finales del siglo XVIII era una simple liga o relación intergubernamental entre estados soberanos basada en un tratado. Por tanto, inicialmente eran sinónimos. Fue en  este sentido que James Madison en El Federalista n.º 39 se había referido a la nueva Constitución de los Estados Unidos como «ni una Constitución nacional ni una Constitución federal, sino una composición de ambas» (es decir, como constituyendo ni un único gran Estado unitario ni una liga o confederación entre varios Estados pequeños, sino un híbrido de ambos). En el transcurso del siglo XIX estadounidense, el significado de federalismo llegaría a cambiar, fortaleciéndose para referirse únicamente a la novedosa forma política compuesta establecida en la Convención de Filadelfia, mientras que el significado de confederalismo se mantendría en una liga de estados.

### Historia
En sentido estricto, el federalismo se refiere al modo en que el cuerpo político de un Estado se organiza internamente, y este es el significado más utilizado en los tiempos modernos. Los politólogos, sin embargo, lo utilizan en un sentido mucho más amplio, refiriéndose a un «concepto multicapa o pluralista de la vida social y política».
Las primeras formas de federalismo tuvieron lugar en la Antigüedad, en forma de alianzas entre estados. Algunos ejemplos del siglo VII al II a. C. fueron la Liga Arcaica, la Liga Etólica, la Liga del Peloponeso y la Liga Délica. Un antepasado temprano del federalismo fue la Liga Aquea en la Grecia helenística. A diferencia de las ciudades-estado de la Grecia clásica, cada una de las cuales insistía en mantener su total independencia, las condiciones cambiantes del periodo helenístico llevaron a muchas ciudades-estado a unirse incluso a costa de perder parte de su soberanía. Las uniones de estados posteriores incluyeron la primera y segunda Confederaciones Suizas (1291-1798 y 1815-48), las Provincias Unidas de los Países Bajos (1579-1795), la Confederación Germánica (1815-66), la primera unión estadounidense conocida como Confederación de los Estados Unidos de América (1781-89) y la segunda unión estadounidense formada como Estados Unidos de América (1789-1865). 

### Teoría política
El federalismo moderno es un sistema político basado en normas e instituciones democráticas en el que el poder de gobernar se reparte entre los gobiernos nacionales y provinciales o estatales. El término federalista describe varias creencias políticas en todo el mundo dependiendo del contexto. Dado que el término federalización también describe procesos políticos distintivos, su uso también depende del contexto.
En teoría política, se reconocen dos tipos principales de federalización:
- integrativa,[11] o federalización agregativa,[12] designando varios procesos como: integración de sujetos políticos no federados mediante la creación de una nueva federación, adhesión de sujetos no federados a una federación existente, o transformación de una confederación en una federación.
- federalización devolutiva,[11] o desagregadora:[13] transformación de un Estado unitario en una federación.

### Razones para la adopción
Según Daniel Ziblatt, existen cuatro explicaciones teóricas contrapuestas en la literatura académica sobre la adopción de sistemas federales:
1. Teorías ideológicas, que sostienen que un mayor compromiso ideológico con las ideas descentralistas en la sociedad hace más probable la adopción del federalismo.
2. Teorías histórico-culturales, que sostienen que es más probable que se adopten instituciones federales en sociedades con poblaciones culturalmente o étnicamente fragmentadas.
3. Las teorías del «contrato social», que sostienen que el federalismo surge como un acuerdo entre el centro y la periferia en el que el centro no es lo bastante poderoso como para dominar a la periferia y ésta no es lo bastante poderosa como para separarse del centro.
4. Las teorías del «poder infraestructural», que sostienen que es probable que el federalismo surja cuando las subunidades de una federación potencial ya tienen infraestructuras muy desarrolladas (por ejemplo, ya son Estados constitucionales, parlamentarios y administrativamente modernizados).[14]

Immanuel Kant señaló que «el problema de la creación de un Estado puede ser resuelto incluso por una nación de demonios» siempre que posean una constitución adecuada que enfrente a las facciones opuestas con un sistema de controles y equilibrios. En particular, los estados individuales requerían una federación como salvaguardia contra la posibilidad de guerra.
Los defensores de los sistemas federales han argumentado históricamente que el reparto de poderes inherente a los sistemas federales reduce tanto las amenazas a la seguridad nacional como las amenazas exteriores. El federalismo permite que los Estados sean grandes y diversos, mitigando el riesgo de un gobierno tiránico a través de la centralización de poderes.

## Principales características del federalismo
Para entender mejor el federalismo existen cuatro características esenciales, así como principios y procesos operacionales que son comunes en un sistema federal:
a) Constitución escrita. También conocida como carta magna y, una necesidad de las democracias que forman federaciones para regular los principios por los que se regirá el gobierno, pues si éstas tuvieran que actuar sin un cuerpo de leyes específico produciría enfrentamientos. 
b) División territorial. El federalismo está constituido por la división de poderes sobre la base geográfica de cada territorio.
c) Descentralización. En un sistema federal existe tanto un gobierno central como unidades de gobierno inferiores al central, tomando decisiones cada uno respecto a la provisión de ciertos servicios públicos en sus respectivas jurisdicciones geográficas. 
d) Suprema Corte de Justicia. Para contrarrestar la rigidez de la constitución escrita, se requiere la acción judicial para que interprete dicha constitución y se puedan efectuar cambios necesarios.

### Federación y confederación
Federación y confederación se diferencian principalmente en que una confederación tiene un poder central más limitado. También puede ser una serie de organismos que, temporalmente, comparten su soberanía en aspectos puntuales, pudiendo separarse.
Diferencias
| Confederación | Federación |
| --- | --- |
| - Conjunto de Estados soberanos e independientes - Asamblea para tomar acuerdos comunes - Cada Estado tiene facultad de anular los acuerdos y de secesión | - Un solo Estado compuesto por varias unidades descentralizadas - Poderes legislativos, ejecutivos y judicial de la Federación y de las unidades - Las unidades no pueden abandonar la Federación - Dos ordenamientos jurídicos subordinados - Las unidades integran la Segunda Cámara en su órgano legislativo; teniendo así, una cámara de senadores, y una cámara de diputados. - Competencias exclusivas, compartidas y concurrentes de la Federación y de las unidades concurrentes. |

### Constitución
La mayoría de los Estados federales suelen estar organizados con respecto a una Constitución, que define las competencias exclusivas de cada entidad y las que son compartidas. Suele tratarse de constituciones democráticas en distintas formas (democracia directa, democracia indirecta, democracia semidirecta).

### Sistema simétrico y asimétrico
El federalismo simétrico está basado en la igualdad de competencias para cada organismo, es decir, cada territorio tendría los mismos poderes.
El federalismo asimétrico dispone de un Estado en el que habría uno o varios territorios con más atribuciones que el resto, este caso se da normalmente en países multiculturales para reconocer las diferencias de una región con respecto a las demás. Un ejemplo es Canadá, donde Quebec tiene una lengua oficial diferente que el resto del país.

### El caso de la Unión Europea
La Unión Europea tiene muchas atribuciones de una confederación, siendo considerada por algunos como una confederación de facto pero no de iure, recibiendo algunas denominaciones como un nuevo tipo de confederación moderna o unión sin precedentes. Actualmente la denominación más aceptada es que es una unión supranacional.

## Estados federales
Algunos países con regímenes federales son: Austria, Alemania, Argentina, Bélgica, Brasil, Birmania, Estados Unidos, India, México, Pakistán, Rusia, Venezuela, Suiza (que a pesar de llamarse Confederación Helvética funciona como una federación).
Sin embargo, España, Italia y el Reino Unido son Estados descentralizados. Su organización territorial tiende a parecerse al federalismo. La reforma constitucional en curso en Italia tiene por objetivo convertir al país en una república federal.
De entre los grandes Estados de la Unión Europea, Francia es el país menos descentralizado. No obstante, desde la revisión constitucional del 28 de marzo de 2003 una gran parte de las responsabilidades sobre transporte y educación han sido descentralizadas.
La Unión Europea es una confederación de facto (ver federalismo europeo y supranacionalidad). 
Las Naciones Unidas no son más que una asociación intergubernamental, la capacidad de acción o competencias de gobierno de la ONU son realmente muy limitadas o directamente inexistentes, ya que solo emite recomendaciones o plantea tratados internacionales.

## Federalismo y anarquismo
Pierre-Joseph Proudhon —quien fue la primera persona en definirse como anarquista o partidario del anarquismo— usó más adelante el término federalismo para describir su ideología, de tal manera que sus seguidores han sido conocidos tanto como anarquistas, mutualistas, proudhonianos como federalistas y escribió un libro titulado El principio federativo. Francisco Pi y Margall coincidió en Proudhon en la idea del federalismo. Mijaíl Bakunin, inspirándose en consejos de obreros, teorizó sobre las federaciones de asambleas que hoy son la base organizativa del anarcosindicalismo y vio en la Comuna de París el prototipo de una estructura para una federación anarquista. El cantonalismo constituye una forma de federalismo radical como un puente de unión entre el anarquismo y el federalismo. El anarquista individualista estadounidense Benjamin Tucker afirmó que «Los anarquistas son, simplemente, demócratas jeffersonianos hasta las últimas consecuencias y sin miedo de estas. Ellos creen que 'el mejor gobierno es el que menos gobierna', y el que gobierna menos es el que no gobierna en absoluto», haciendo referencia a unas citas de Thomas Jefferson (republicano) y Henry David Thoreau (anarquista).
Dando una visión anarquista al respecto, el federalismo es la principal forma en que los anarquistas prefieren organizarse. Los grupos anarquistas como (en Argentina) Red Libertaria, OSL, FORA (en Chile), OCL y otros tantos son ejemplos claros de lo dicho.
Por otra parte, es bueno ampliar la idea proudhoniana de la federación. Es muy importante aclarar que para Proudhon la federación no es una forma de Estado sino un principio. Un individuo está federado si y solo si cada parte recibe a cambio de lo entregado algo proporcional y si se entrega a la federación menos libertad de la que tiene el individuo (en contraposición a posturas centraldemócratas o estatistas donde el individuo entrega a la organización más libertad de la que se queda). «Si no hay acuerdo, no hay libertad». Por lo tanto, fuera de lo que está acordado, nadie se puede legislar y no hay federación.

## Lista de estados federales
Repúblicas:
- Austria
- Alemania
- Argentina
- Birmania
- Bosnia y Herzegovina
- Brasil
- Comoras
- Estados Federados de Micronesia
- Estados Unidos
- Etiopía
- India
- Irak
- México
- Nigeria
- Pakistán
- Rusia
- Somalia
- Suiza
- Sudán
- Sudán del Sur
- Venezuela

Monarquías:
- Australia
- Bélgica
- Canadá
- Emiratos Árabes Unidos
- Malasia
- San Cristóbal y Nieves

Países o territorios dependientes de una federación:
- Islas Marianas del Norte ( Estados Unidos)
- Puerto Rico ( Estados Unidos)